# بروموكريبتين
بروموكريبتين (الاسم الدولي غير مسجّل الملكية; يُسوّق تحت الأسماء التجاورية بارلوديل، وسيكلوسيت، وبروتين (في باكستان))، مشتقّ من الإرجولين، هو ناهض للدوبامين يُستخدم في علاج أورام الغدة النخامية، ومرض الباركنسون، وفرط برولاكتين الدم، المتلازمة الخبيثة للدواء المضاد للذهان، وسكري النمط الثاني.

## دواعي الاستخدام
إنقطاع الحيض، والعقم عند النساء، وثر اللبن، وقصور الغدد التناسلية، وضخامة الأطراف، هي جميعًا أمراض قد تنبع من مشاكل في الغدة النخامية، ومن هنا، يمكن معالجة جميعها باستخدام هذا الدواء.
يعالج البروموكريبتين بشكل كامل تضخم الثدي مما يلغي الحاجة لجراحة تصغير، كما تم استخدامه مؤخَّرًا في علاج التهاب الثدي غير النفاسي.
تم استخدامه منذ أواخر 1980، خارج التسمية، للحد من أعراض الانسحاب الكوكايين.
 في عام 2009، وتمت الموافقة على بروموكريبين من قبل إدارة الأغذية والعقاقير لعلاج مرض السكري من النوع الثاني تحت الاسم التجاري سيكلوسيت.
ومن غير المعروف حاليا كيف أن هذا الدواء يحسن السيطرة على سكر الدم ولكن ثبت أن يقلل نسبة HbA1c حوالي 0.5 نقطة مئوية.

## علم تركيب الادوية
بروموكريبتين هو ناهض قوي في مستقبلات الدوبامين D2  والعديد من مستقبلات السيروتونين.
إنه يمنع إطلاق الغلوتامات، عن طريق عكس ناقلات الغلوتامات GLT1 .
بروموكريبتين يناضل المستقبلات التالية:
عائلة الدوبامين 1
- •	D1 (Ki=682 nM)
- •	D5 (Ki=496 nM)

عائلة الدوبامين 2
- •	D2 (Ki=2.96 nM)
- •	D3 (Ki=5.42 nM)
- •	D4 (Ki=328 nM)

سيراتونين 5-HT
- •	5-HT1A (Ki=12.9 nM)
- •	5-HT1B (Ki=355 nM)
- •	5-HT1D (Ki=10.7 nM)
- •	5-HT2A (Ki=107 nM)
- •	5-HT2B (Ki=56.2 nM)
- •	5-HT2C (Ki=741 nM)
- •	5-HT6 (Ki=33 nM)

عائلة الادرناليه الفا
- •	α1A (Ki=4.17 nM)
- •	α1B (Ki=1.38 nM)
- •	α1D (Ki=1.12 nM)
- •	α2A (Ki=11.0 nM)
- •	α2B (Ki=34.7 nM)
- •	α2C (Ki=28.2 nM)

عائلة الادرناليه بيتا
- •	β1 (Ki=589 nM)
- •	β2 (Ki=741 nM)

## عوارض جانبية
تشمل العوارض الجانبية الأكثر شيوعًا الغثيان، وانخفاض ضغط الدم الانتصابي، والصداع، والقيء عن طريق تحفيز مركز التقيؤ في الدماغ.
الآثار الجانبية الأكثر شيوعا هي الغثيان، وانخفاض ضغط الدم الانتصابي، والصداع، والقيء من خلال تحفيز مراكز القيء في الدماغ، تشنج الأوعية الدموية مع عواقب وخيمة مثل احتشاء عضلة القلب والسكتة الدماغية التي تم الإبلاغ عنها في حالة النفاس، وهي نادرة للغاية حدوثها.
التشنج المحيطي (من أصابع اليدين أو القدمين) يمكن أن يسبب ظاهرة رينود.
وقد يسبب بروموكريبتين أو يفاقم أعراض ذهانية ويعود ذلك بسبب معارضة معظم مضادات الذهان، الذي يمنع عموما آلية عمل الدوبامين.
أظهرت بعض الحالات حدوث تليف رئوي عند استخدام البروموكريبتين بجرعات عاليه.
وفي عام 2014 تم التحقق من استخدامه لقمع إنتاج الحليب بعد الولادة وكانت النتائج وجود أسباب مباشره لأمراض القلب والأوعية الدموية وأمراض عصبيه ونفسيه ب معدل إصابة يقدر بما يتراوح بين 0.005٪ و 0.04٪
و استنادا على هذه البيانات تم فرض احتياطات وقواعد سلامه صارمة.

## من ناحية كيميائية

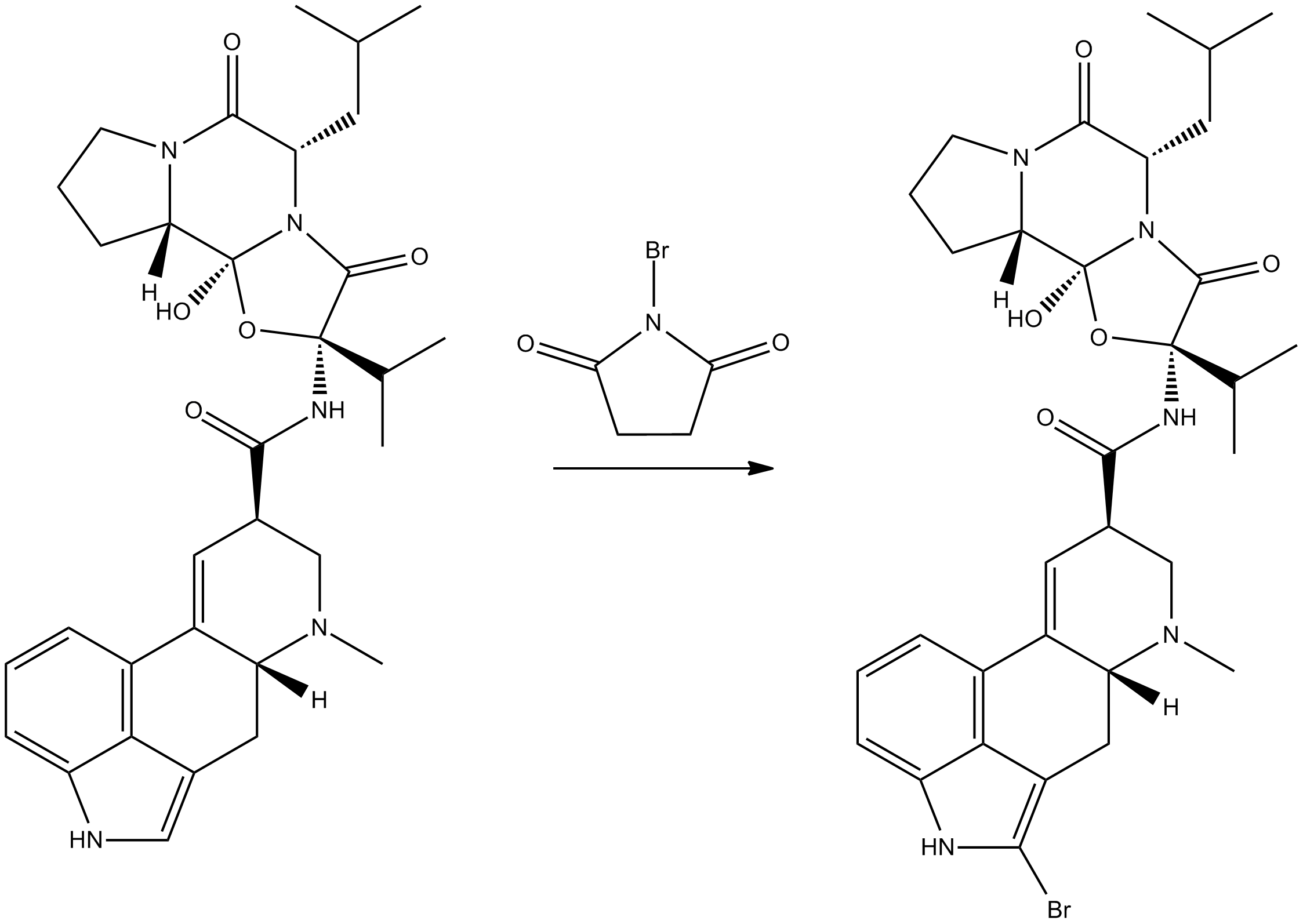

مثل كل الببتيدات ولهذا، بروموكريبتين هو دوراني cyclo. مجموعتين من الببتيد من ثلاثي الببتيد الخاص به شاردة ليتم الربط العبوري، وتشكيل ارتباط >N-C(OH)< بين الحلقتين مع مجموعة اميد وظيفية.
بروموكريبتين هو مشتق شبه صناعية من قلويد الطبيعي الشقران، إرغوكريبتين (مشتق من حمض الليسرجيك)، الذي يتم تصنيعه من قبل البروم من إرغوكريبتين باستخدام N-bromosuccinimide.

## عوارض جانبية
تشمل العوارض الجانبية الأكثر شيوعًا الغثيان، وانخفاض ضغط الدم الانتصابي، والصداع، والقيء عن طريق تحفيز مركز التقيؤ في الدماغ.